# Topikalisering
Topikalisering innebär inom språkvetenskapen att ett satsled i en mening lyfts fram som meningens informationsstrukturella topik, eller tema. Topiken kan markeras på olika sätt i olika språk; i svenskan, liksom flertalet germanska språk, används ordföljdstransformationer för topikalisering. Några vanliga exempel är fundamentering, dislokation, utbrytning och presentering.

## Fundamentering
Svenskan är ett V2-språk, vilket innebär att den första positionen i huvudsatsen används för topikalisering. Flytt till första positionen i satsen kallas för fundamentering eller spetsställning. Vanligast är att fundamentera subjektet, vilket ger SVO-ordföljd och betraktas som informationsstrukturellt omarkerat. Bland markerade varianter är fundamentering av innehållsadverbial vanligast, men även övriga satsled kan fundamenteras, undantaget vissa satsadverbial. Om det finita verbet fundamenteras måste ett platshållarverb (göra) sättas in på verbets ordinarie position.
- Jag läste den här boken igår.
- Igår läste jag den här boken.
- Den här boken läste jag igår.
- Läste den här boken gjorde jag igår.

Svenskan tillåter även fundamentering upp ur en bisats, vilket kallas för satsfläta:
- Honom vill jag inte att du träffar. (honom har topikaliserats ut ur bisatsen "att du träffar honom")

## Dislokation
Dislokation innebär att det topikaliserade ledet placeras utanför satsen, antingen före eller efter, i regel avgränsad med ett kommatecken. I dessa fall finns ett pronomen i satsen som syftar på det dislokerade ledet. Hit kan också räknas rubrikkonstruktioner, där rubriken anger tema för hela satsen eller ett helt textavsnitt. Rubriker avgränsas av kolon, tankstreck, punkt eller stycketecken.
- Telefonen, jag kan inte hitta den.
- Telefonen, den kan jag inte hitta.
- Jag kan inte hitta den, telefonen.
- Magdalena, hon kommer senare.
- Hon kommer senare, Magdalena.
- Läsk – Köp gärna tre flaskor.
- Anna: Ja, jag håller med.

Dislokation är en vanlig topikaliseringsstrategi i språk som inte har V2, exempelvis engelska och franska. ("The telephone, I can't find it"; "Le téléphone, je ne le trouve pas.")

## Utbrytning och presentering
Utbrytnings- och presenteringskonstruktioner används för att samtidigt fokusera och topikalisera ett satsled. Utbrytning innebär att det aktuella satsledet "bryts ut" till en inledande matrissats där det utgör huvudord i ett predikativ, med det icke utbrutna som relativ bisats. Presentering liknar utbrytning men kan också uttryckas med positionsverb och behöver inte innehålla en relativsats.
- Det var igår som jag läste den här boken.
- Det är telefonen som jag inte kan hitta.
- Det står en främmande bil på gatan.
- Det är någon Anna som vill prata med dig.

## Andra språk
I språk som inte använder transformationerna ovan förekommer andra strategier för att topikalisera information. I ett språk som cebuano står en topikaliserad nominalfras normalt i absolutivt kasus, förutom att det också lyfts fram i ordföljden. Japanska markerar topikalisering genom att lägga till markören は (wa) efter ett ord, och koreanska använder på samma sätt 는 (neun) och 은 (eun).